# Коасоло Торинезе
Коасоло Торинезе (итал. Coassolo Torinese) је насеље у Италији у округу Торино, региону Пијемонт.
Према процени из 2011. у насељу је живело 1470 становника. Насеље се налази на надморској висини од 681 м.

## Становништво
| 1936. | 1951. | 1961. | 1971. | 1981. | 1991. | 2001. | 2011. |
| ----- | ----- | ----- | ----- | ----- | ----- | ----- | ----- |
| 2.357 | 2.091 | 1.646 | 1.326 | 1.306 | 1.313 | 1.470 | 1.550 |